# Life (chanson de Mika Nakashima)
Pour les articles homonymes, voir Life (homonymie).
Singles de Mika Nakashima
Sunao na Mama
(2007) Eien no Uta
(2007)
Life est le 23e single de Mika Nakashima sorti sous le label Sony Music Associated Records le 22 août 2007 au Japon. Il atteint la 3e place du classement de l'Oricon et il reste 21 semaines dans le classement pour un total de 138 987 exemplaires vendus.
Life a été utilisé comme thème musical pour le drama Life. La chanson est de style pop/rock en lien avec le drama qui traite de la persécution à l'école. It's Too Late a été utilisé comme campagne publicitaire pour Kanebo Kate, à laquelle Mika Nakashima participe. Les 2 chansons se trouvent sur l'album Voice; It's Too Late se trouve également sur la compilation No More Rules.

## Liste des titres
| 1. | Life                         | Ren Takayanagi, Heroism        | Junkoo               | 4:05 |
| 2. | Life (ballad)                | Ren Takayanagi, Heroism        | Junkoo               | 3:55 |
| 3. | It's Too Late                | Mika Nakashima, Ayumi Miyazaki | Lori Fine (Coldfeet) | 4:35 |
| 4. | Life (Instrumental)          | Ren Takayanagi, Heroism        | Junkoo               | 4:04 |
| 5. | It's Too Late (Instrumental) | Mika Nakashima, Ayumi Miyazaki | Lori Fine (Coldfeet) | 4:33 |